# 203P/Korlević
203P/Korlević – kometa krótkookresowa, należąca do rodziny Jowisza. 

## Odkrycie
Kometa została odkryta 28 listopada 1999 roku przez Korado Korlevicia. W nazwie znajduje się nazwisko odkrywcy.

## Orbita komety i właściwości fizyczne
Orbita komety 203P/Korlević ma kształt elipsy o mimośrodzie 0,31. Jej peryhelium znajduje się w odległości 3,18 j.a., aphelium zaś 6,1 j.a. od Słońca. Jej okres obiegu wokół Słońca wynosi 10 lat, nachylenie do ekliptyki to wartość 2,98˚.
Jądro tej komety ma rozmiary maks. kilka km.